# Ringtheaterbrand

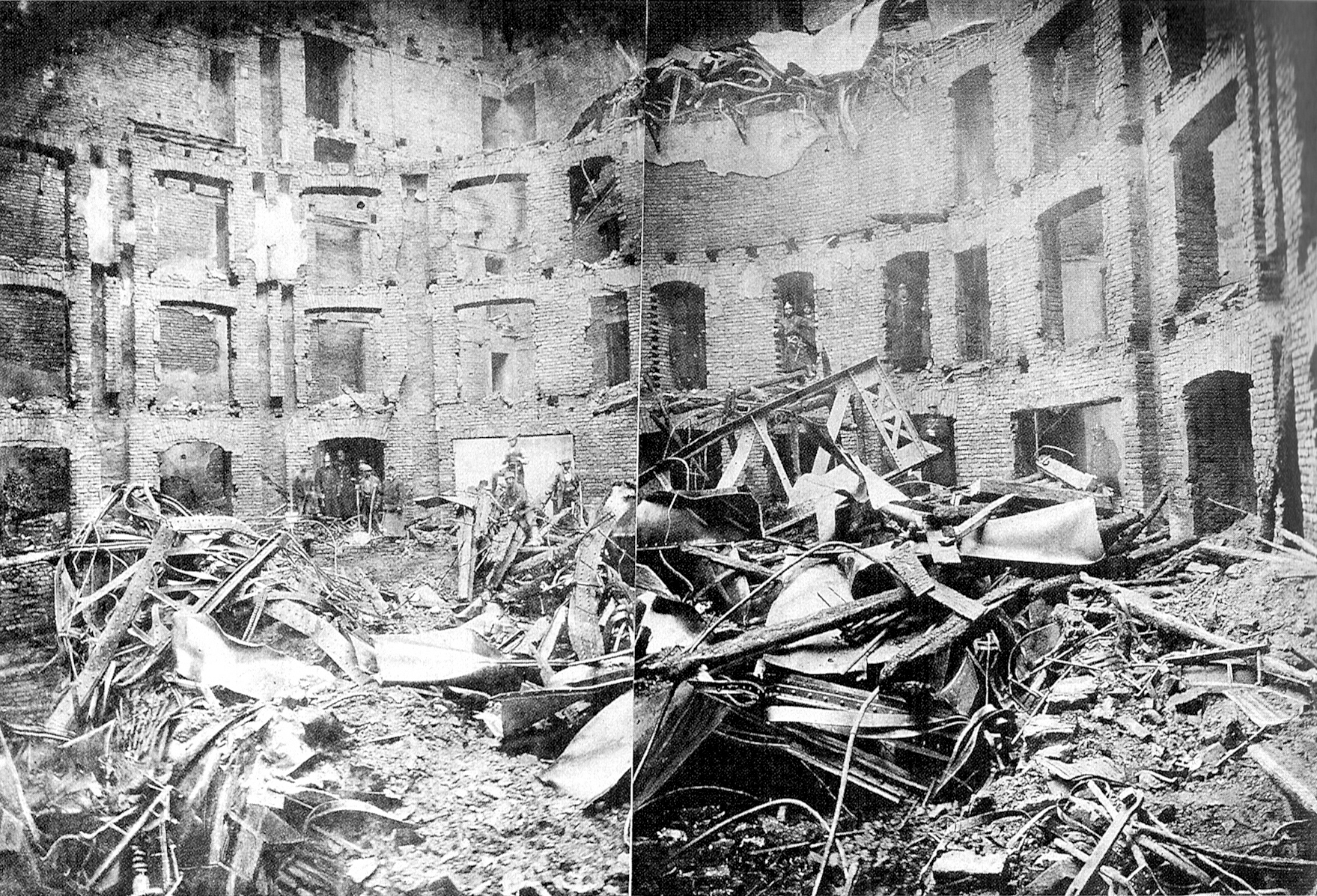
De ruïne van het Ringtheater

De Ringtheaterbrand was een van de grootste brandrampen in het 19e-eeuwse Oostenrijk-Hongarije. Deze vond plaats op 8 december 1881 in het Ringtheater te Wenen. Het totaal aantal dodelijke slachtoffers werd op 448 geschat.

## De brand
Op de avond van de brand had in het Ringtheater de tweede voorstelling plaats van Offenbachs "Hoffmanns Erzählungen". Terwijl het publiek binnenkwam en plaatsnam, werd achter het podium in vijf houders de gasverlichting aangestoken. Echter, door een disfunctie van de elektropneumatische brander lekte er gas uit, en bij een volgende poging om het gas te verbranden ontplofte de brander. Het vuur breidde zich vervolgens uit naar het podium en naar de ruimte van het publiek.
Een half uur later werd geprobeerd het publiek te redden, maar er waren fundamentele problemen. De noodverlichting, die uit olielampen bestond, brandde niet omdat door een gebrek aan geld de lampen enkel bij oefeningen met olie gevuld waren. Bovendien openden de deuren van de nooduitgangen niet naar buiten toe, maar naar binnen toe, waardoor het publiek het gebouw niet op tijd kon verlaten. Een luchtstroom vanuit een raam wakkerde het vuur nog meer aan en vanwege de foutieve informatie dat iedereen gered was, stuurde de politie in de entreehal redders weg. Onder de doden bevond zich ook Ladislaus Vetsera, een broer van Marie von Vetsera. De componist Anton Bruckner woonde naast het Ringtheater en had kaarten voor de voorstelling, maar bleef thuis wegens een beroerdheid.

## Gevolgen
Deze brand had een grote internationale invloed op de brandpreventie, in het bijzonder in de theaterwereld. Zo werd bijvoorbeeld een ijzeren veiligheidswand ter scheiding van podium en publiek ingevoerd, en moesten decorstukken onbrandbaar zijn. Ook moeten de deuren van theaters altijd naar buiten toe geopend worden, zodat het publiek het theater in geval van nood snel en makkelijk kan verlaten.
Door de ontsteltenis werd op de plaats, met privaat geld van keizer Frans Jozef I van Oostenrijk het zogenaamde Sühnhaus opgericht. De huuropbrengsten vloeiden regelrecht naar liefdadigheidswerken. In 1945 werd het gebouw echter zwaar beschadigd door de oorlog, en in 1951 moest het afgebroken worden. Vandaag staat er op deze plaats het directiegebouw van de Oostenrijkse federale politie.
Het proces tegen de verantwoordelijken voor de brand werd in de jaren 60 literair beschreven door Helmut Qualtinger en Carl Merz onder de titel Anatomie einer Katastrophe. De tekst werd verfilmd onder de titel "Alles gerettet. Der Ringtheaterprozeß".